# Si Wilai (huyện)
Si Wilai (tiếng Thái: ศรีวิไล) là một huyện (amphoe) thuộc tỉnh Bueng Kan, đông bắc Thái Lan. Trước đây huyện này thuộc tỉnh Nong Khai.

## Địa lý
Các huyện giáp ranh (từ phía bắc theo chiều kim đồng hồ) là Bueng Kan, Seka và Phon Charoen.

## Lịch sử
Tiểu huyện (King Amphoe) Si Wilai được thành lập ngày 1 tháng 1 năm 1988, khi 4 tambon Si Wilai, Chumphu Phon, Na Saeng và Na Sabaeng đã được tách ra từ Bueng Kan district. Đơn vị này đã được nâng cấp thành huyện ngày 4 tháng 7 năm 1994.

## Hành chính
Huyện này được chia thành 5 phó huyện (tambon), các đơn vị này lại được chia ra thành 50 làng (muban). Thị trấn (thesaban tambon) Si Wilai nằm trên toàn bộ tambon Si Wilai. Có 4 Tổ chức hành chính tambon.
| STT | Tên          | Tên tiếng Thái | Số làng | Dân số |  |
| --- | ------------ | -------------- | ------- | ------ |  |
| 1.  | Si Wilai     | ศรีวิไล          | 12      | 10.718 |  |
| 2.  | Chumphu Phon | ชุมภูพร          | 12      | 7.253  |  |
| 3.  | Na Saeng     | นาแสง          | 9       | 7.879  |  |
| 4.  | Na Sabaeng   | นาสะแบง        | 9       | 6.003  |  |
| 5.  | Na Sing      | นาสิงห์          | 8       | 6.209  |  |